# Calbindina
La calbindina es una proteína encargada del transporte intracelular de calcio. Su función está regulada por la vitamina D.

## Función
- Intestino. En el interior del de las células de la mucosa intestinal encargadas de la absorción de las sustancias nutritivas (enterocitos), la calbindina se une directamente a los iones de calcio existentes en el citoplasma, facilitando su transporte.[2]
- Riñón. En el riñón existe calbindina en las células del túbulo distal, su función es contribuir al transporte intracelular de calcio.

## Tipos
- Calbindina-D28k.
- Calbindina-D9k. Se encuentra en las células del epitelio intestino de los mamíferos.